# Vorstendom Opper-Palts
Het vorstendom Opper-Palts was een tot de Beierse Kreits behorend vorstendom binnen het Heilige Roomse Rijk.  De Opper-Palts is nog altijd een district in Beieren.
Bij het huisverdrag van Pavia in 1327 gaf keizer Lodewijk de Beier aan de zonen van zijn afgezette en inmiddels overleden broer Rudolf het Paltsgraafschap aan de Rijn en het grootste deel van de Beierse Noordgouw (Nordgau). Ter onderscheiding van het gebied aan de Rijn (met residentie Heidelberg) werd het gebied in de Beierse Noordgouw het Opper-Vorstendom genoemd. Sinds 1338 was de hoofdplaats Amberg de tweede hoofdstad van het keurvorstendom van de Palts. Het werd traditie dat de keurprins als stadhouder van het Opper-Vorstendom in Amberg resideerde. In het begin van de zestiende eeuw kwam de benaming 'Opper-Palts' in zwang. De reformatie werd relatief vroeg ingevoerd
De aanname van de kroon van Bohemen door de keurvorst van de Palts was de start van de Dertigjarige Oorlog in 1618. De hertog van Beieren zegde keizer Ferdinand II alle steun toe in het verdrag van München van 1619. Als beloning werd hem de keurwaarde van de Palts toegezegd. Na de nederlaag van de koning van Bohemen in 1620 bij de Witte Berg werd de Opper-Palts bezet door Beieren. Op de Regensburger Deputatendag van 1623 werd de keurwaarde tegen het verzet van Spanje en de keurvorsten als overgangsmaatregel overgedragen aan de hertog van Beieren. In 1628 vielen de keurwaarde en het grootste deel van de Opper-Palts definitief aan Beieren toe. Een klein deel van de Opper-Palts werd aan Palts-Neuburg toegewezen. Het gebied werd gerekatholiseerd.
In 1646/1714 werd het vorstelijk landgraafschap Leuchtenberg en in 1791 het vorstendom Palts-Sulzbach administratief met de Opper-Palts verbonden.

## Gebied
Het gebied bestond uit twee hoofddelen die gescheiden waren door het vorstendom Palts-Sulzbach, het vorstelijk graafschap Störnstein, het ambt Vilseck van het prinsbisdom Bamberg en het landgraafschap Leuchtenberg.
Het noordelijke deel bestond uit:
- de pleeggerechten Bernau, Eschenbach, Grafenwöhr, Holnberg, Kirchentumbach, Auerbach en Hartenstein
- het kastenambt Kemnat
- het landgerecht Waldeck
- de heerlijkheid Rothenberg

Het zuidelijk deel bestond uit:
- de pleegerechten Amberg, Pfaffenhofen, Haimburg, Rieden, Freudenberg, Hirschau, Nabburg, Neunburg vorm Wald, Wetterfeld, Bruck, Retz, Waldmünchen, Murach en Treswitz-Tenesberg.

Daarnaast behoorden nog enige gebieden binnen het gebied van de rijksstad Neurenberg bij de Opper-Palts.